# Ongina
L'Ongina è un torrente dell'Emilia occidentale che nasce in provincia di Piacenza e per un tratto segna il confine fra le province di Parma e Piacenza.

## Corso del torrente
Nasce dal monte Burgazzo, a poco meno di 600 m.s.l.m presso località Ranca, nel comune di Vernasca. Dopo aver ricevuto in destra idraulico il rio del Poggiolo, il torrente scorrendo in una stretta valletta boscata fiancheggia a oriente l'abitato di Vernasca, quindi uscendo dal bosco prende a scorrere in direzione nord-orientale, circondato da campi coltivati.
Ricevuti il rio del Gerbino in sinistra e il rio Riotto in destra, piega decisamente verso levante, sempre però all'interno della provincia di Piacenza. Da qui, scorrendo parallelo alla strada provinciale 12, bagna le località di Colombara, Ca' Varani, Case Marchesi, Osteria Nuova, assumendo un andamento meandreggiante prima dell'ingresso in Castelnuovo Fogliani. Nel tratto fra Vernasca e Castelnuovo, il torrente scorre fra le ultime colline piacentine entrando quindi in pianura, sempre circondato da campi coltivati e fiancheggiato da foresta galleria e ricevendo i contributi di numerosi rii minori fra i quali si ricordano, in destra idraulica, Malatacca, Cignola, di Bandera, dei Fornaciari, dei Vassali, Posticcio e di Razzana, mentre in sinistra riceve i rii della Bottacca, Micheloni.

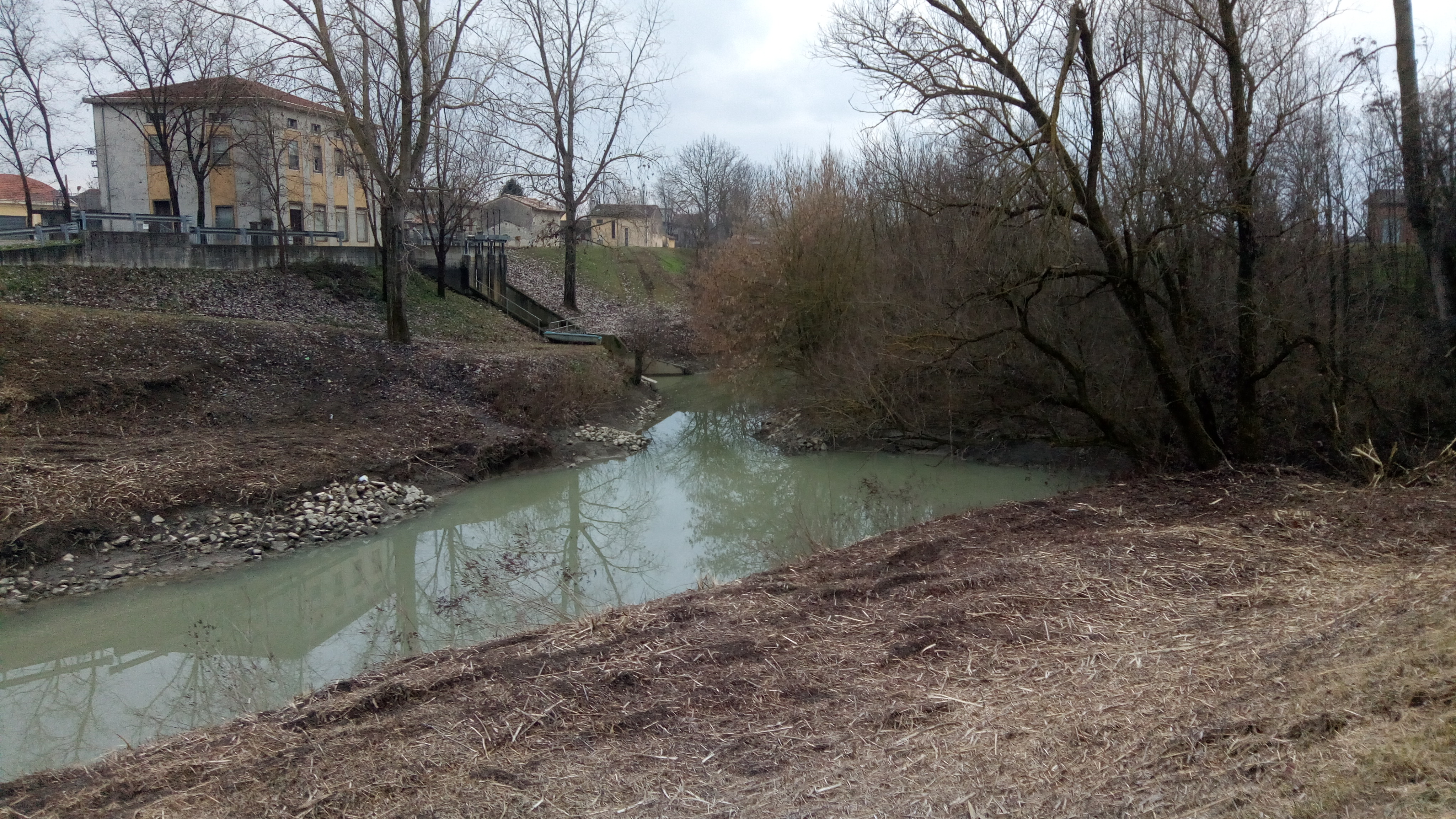
Confluenza dell'Ongina (sullo sfondo) nell'Arda (proveniente da destra)

Lasciato alle spalle Castenuovo Fogliani, l'Ongina riceve da destra il rio della Bacona, quindi interseca la via Emilia poco a oriente di Alseno; dopodiché, alcune centinaia di metri a valle dell'Emilia, l'Ongina prende a segnare il confine fra le provincie di Piacenza e Parma. Il torrente procede ormai in piena pianura in direzione settentrionale con andamento sempre meandreggiante e contornato da vegetazione riparia, ricevuto poco a valle dell'intersezione con l'autostrada A1 il rio Grattarolo, il torrente si avvicina a lambire Busseto, prima del quale riceve sempre in sinistra il cavo Onginella.
Passato Busseto e lasciatasi in sinistra la Tenuta di Sant'Agata  di Giuseppe Verdi, in prossimità della località parmense di Ongina si unisce al torrente Arda che entra da sinistra, anche se l'Ongina prosegue rettilineo nel corso e quindi sembrerebbe che l'Arda confluisca nell'Ongina; essendo l'Arda il corso d'acqua principale per portata viene denominato Arda il tratto di torrente che dopo qualche centinaio di metri confluisce in Po.
Nel suo corso l'Ongina attraversa la Riserva naturale geologica del Piacenziano.

## Regime idrologico
L'Ongina è un torrente del basso appennino che può presentare magre pronunciate soprattutto in estate ed inverno e piene improvvise nelle stagioni più piovose, specialmente in autunno. Il bacino imbrifero di raccolta acque dell'Ongina è di 159 km2 mentre la portata media si attesta intorno a 1,02 m3/s

## L'Ongina nella letteratura
Seppur in pratica l'Ongina segni solo parzialmente il confine fra le province di Parma e Piacenza, alternandosi con il rio Piacentino, lo Stirone e l'Arda, è spesso identificato come confine ideale fra Parmense e Piacentino, ad esempio demarca l'areale di produzione del Parmigiano Reggiano da quello del Grana Padano.

Per tale motivo l'Ongina è stato oggetto anche di attenzione letterarie, soprattutto di provenienza piacentina.